# Die Ahnen
Die Ahnen ist ein 1872 bis 1880 in sechs Bänden im Verlag Salomon Hirzel in Leipzig erschienener historischer Romanzyklus von Gustav Freytag, der von der Völkerwanderungszeit um 350 bis zur Gegenwart reicht und damit einen Zeitraum von 1500 Jahren umspannt. Die einzelnen Romane erzählen in acht, motivisch immer wieder miteinander verknüpften Zeitschritten die Geschichte einer zunächst adeligen, später bürgerlichen Familie, deren königliche Abstammung sich in dem unbewusst tradierten Familiennamen König widerspiegelt.
Wie Felix Dahns Ein Kampf um Rom und Victor von Scheffels Ekkehard gehörten Die Ahnen der Gattung des von historischer und topographischer Treue bestimmten sogenannten Professorenromans an, der die Vermittlung historischen Wissens an eine breitere Öffentlichkeit zum Ziel hat. Freytag, der 1838 mit einer Dissertation De initiis poeseos scenicae apud Germanos (Über die Anfänge der dramatischen Poesie bei den Germanen) an der Universität Breslau promoviert worden war und hier anschließend als Privatdozent lehrte, unternahm es hierin, gleichsam ein Geschichtsbild „von unten“ zu entwerfen, in dem weniger prominente Einzelpersonen als Akteure im historischen Geschehen mit den großen Persönlichkeiten der Zeit in Verbindung treten. „Zum Unterschied von F. Dahn und anderen Gründerzeitautoren beruht in den Ahnen die Kontinuität der nationalen Einheit nicht auf den spektakulären Taten einzelner großer historischer Persönlichkeiten, sondern auf den alltäglichen, unauffälligen Leistungen eines Kollektivs. Den übersteigerten Personenkult seiner Epoche lehnte Freytag ab, wie er auch gegenüber Bismarck zeitlebens eine gewisse Reserve bewahrte.“

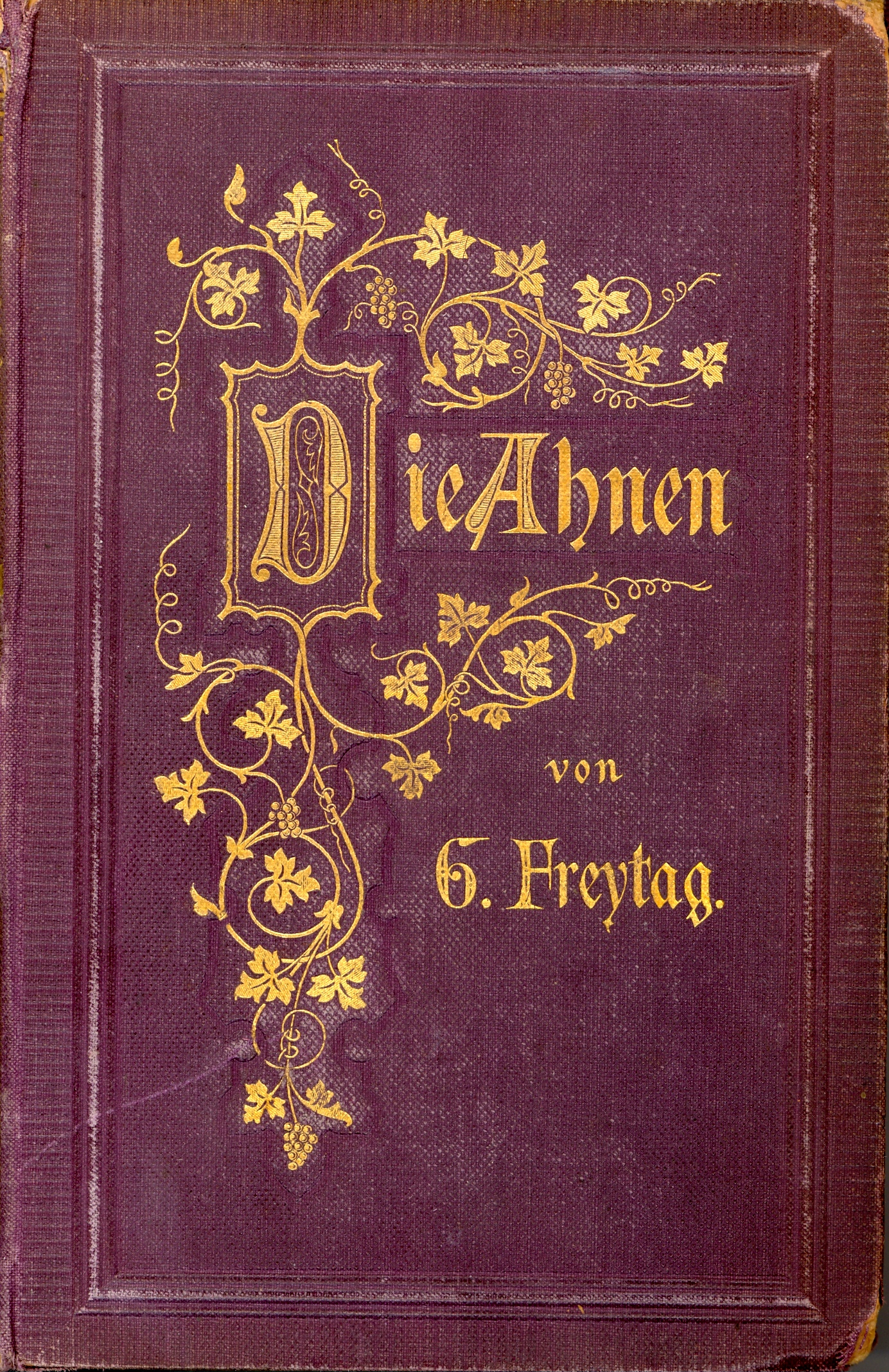
Die Ahnen (Erstausgabe)

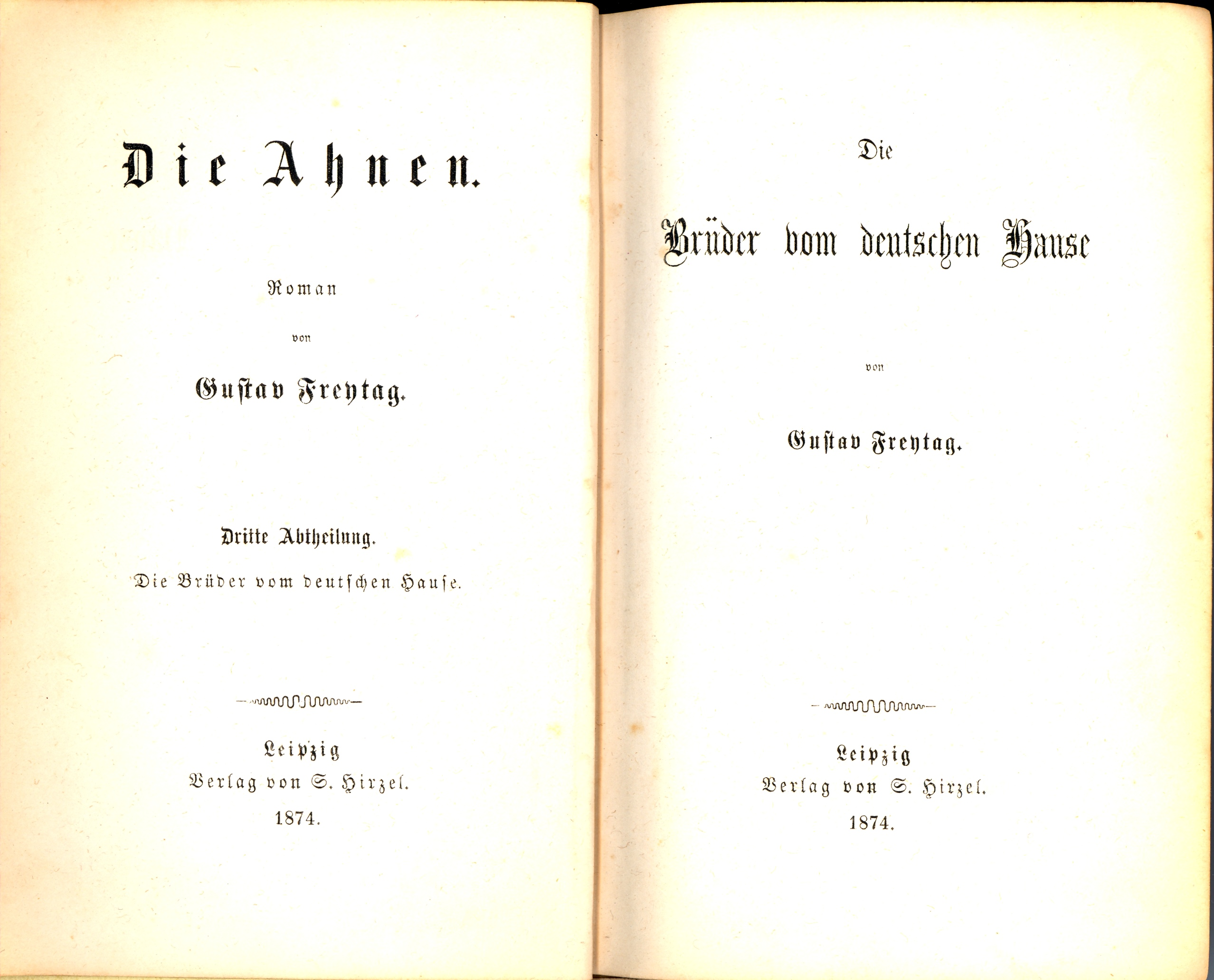
Die Ahnen, 3. Band, 1874

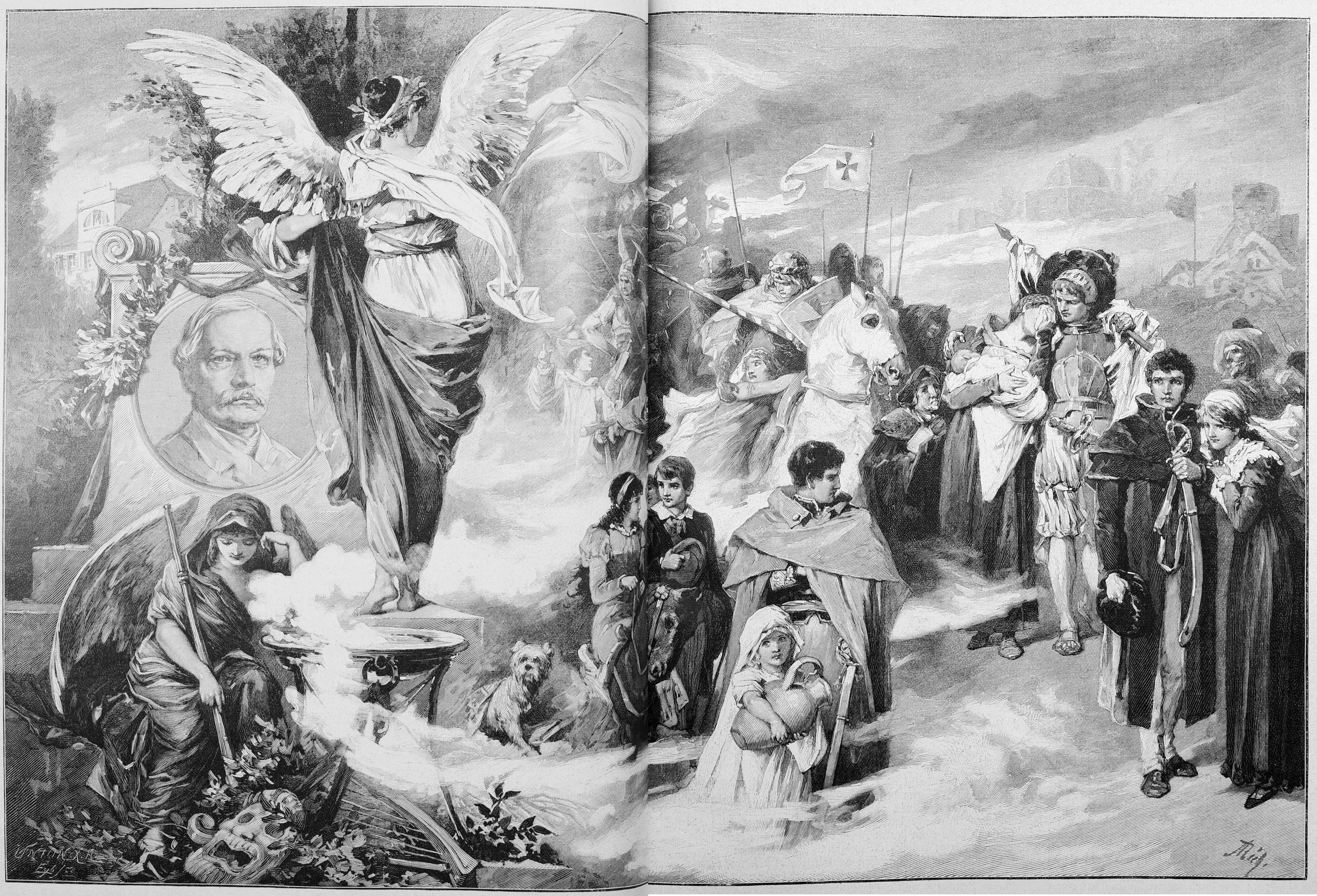
Alexander Zick: Gedenkblatt für Gustav Freytag mit der Generationenfolge aus den Ahnen. (Gartenlaube 1895)

## Entstehung
Den unmittelbaren Anstoß zur Entstehung des Werks gab Freytags Teilnahme als Kriegsberichterstatter im Deutsch-Französischen Krieg 1870–71. Entsprechend dieser Erfahrung dominieren im Werk Episoden kriegerischer Auseinandersetzungen. „Die mächtigen Eindrücke jener Wochen arbeiteten in der Seele fort; schon während ich auf den Landstraßen Frankreichs im Gedränge der Männer, Rosse und Fuhrwerke einherzog, waren mir immer wieder die Einbrüche unserer germanischen Vorfahren in das römische Gallien eingefallen, ich sah sie auf Flößen und Holzschilden über die Ströme schwimmen, hörte hinter dem Hurra meiner Landsleute vom fünften und elften Korps das Harageschrei der alten Franken und Alemannen, ich verglich die deutsche Weise mit der fremden, und überdachte, wie die deutschen Kriegsherren und ihre Heere sich im Laufe der Jahrhunderte gewandelt haben bis zu der nationalen Einrichtung unseres Kriegswesens, dem größten und eigentümlichsten Gebilde des modernen Staates. – Aus solchen Träumen und aus einem gewissen historischen Stil, welcher meiner Erfindung durch die Erlebnisse von 1870 gekommen war, entstand allmählich die Idee zu dem Roman Die Ahnen.“ Das Entstehungsdatum zur Zeit der Reichsgründung von 1871 äußert sich zudem in der Idee der deutschen Nationwerdung, die leitmotivisch die einzelnen Teile des Werks durchzieht.

## Handlung

### Ingo und Ingraban
Im ersten Teil von Ingo und Ingraban hatte der aus seiner Heimat östlich der Oder vertriebene Vandalenkönig Ingo auf Seiten der Alemannen an der Schlacht von Straßburg 357 gegen den römischen Kaiser Julian teilgenommen. Auf der anschließenden Flucht gelangt er zu den „Waldlauben“ nach Thüringen, wo er durch den Fürsten Answald gastlich aufgenommen und durch den Bericht des Sängers Volkmar legitimiert wird. Hier trifft er die Fürstentochter Irmgard, die er schließlich – nach Entführung – heiratet. Zusammen mit thüringischen Siedlern gründet er eine Siedlung an der als „Bach der (germanischen Schicksalsgöttin) Idis“ bezeichneten Itz bei der (hier als Idisburg genannten) späteren Veste Coburg. Die Weigerung, sich dem Herrschaftsanspruch von Bisino (einem erst um 500 belegten Herrscher der Thüringer), bzw., nach dessen Ermordung, seiner Witwe, der Burgundentochter Gisela, unterzuordnen, führt zur Katastrophe und zum Tod von Ingo und Irmgard bei der Zerstörung ihrer Burg, wobei Motive der Nibelungensage eingearbeitet sind. Ihr einjähriger Sohn wird von der Dienerin Frieda aus der brennenden Burg gerettet.
Der zweite Teil der Erzählung, Ingraban, beginnt im Jahre 724 während der fränkischen Missionierung von Bonifatius in Thüringen, wo er die Johanniskirche in Altenbergen erbaute und das Kloster Ohrdruf an der Ohra gründete. Hineinspielt die Auseinandersetzung mit den ansässigen Sorben unter ihrem Fürsten Ratiz im Vorfeld der (ein Jahrhundert später gegründeten) Sorbenmark, deren Hauptburg in Ebersdorf lokalisiert wird. Ingraban/Ingram, einem Nachkommen Ingos, gelingt es, seine (bereits christliche) Braut Walburg aus sorbischer Geiselhaft zu befreien, wobei er aber selbst in Gefangenschaft gerät. Von dem fränkischen Grafen Gerold wegen Widersätzlichkeiten geächtet, flieht er in den Thüringer Wald, wohin ihm Walburg folgt. Nach einem Sorbenangriff, bei dem sein Hof zerstört wird, lässt er, der sich inzwischen zum christlichen Glauben bekehrt hat, an seiner Stelle eine Kirche errichten. Er selbst gründet einen neuen Hof in der Nähe von Erfurt („Erfesfurth“). Dreißig Jahre später folgt er 754/755 Bonifatius auf seinem Missionszug zu den Friesen, auf dem er mit ihm den Tod findet.

### Das Nest der Zaunkönige

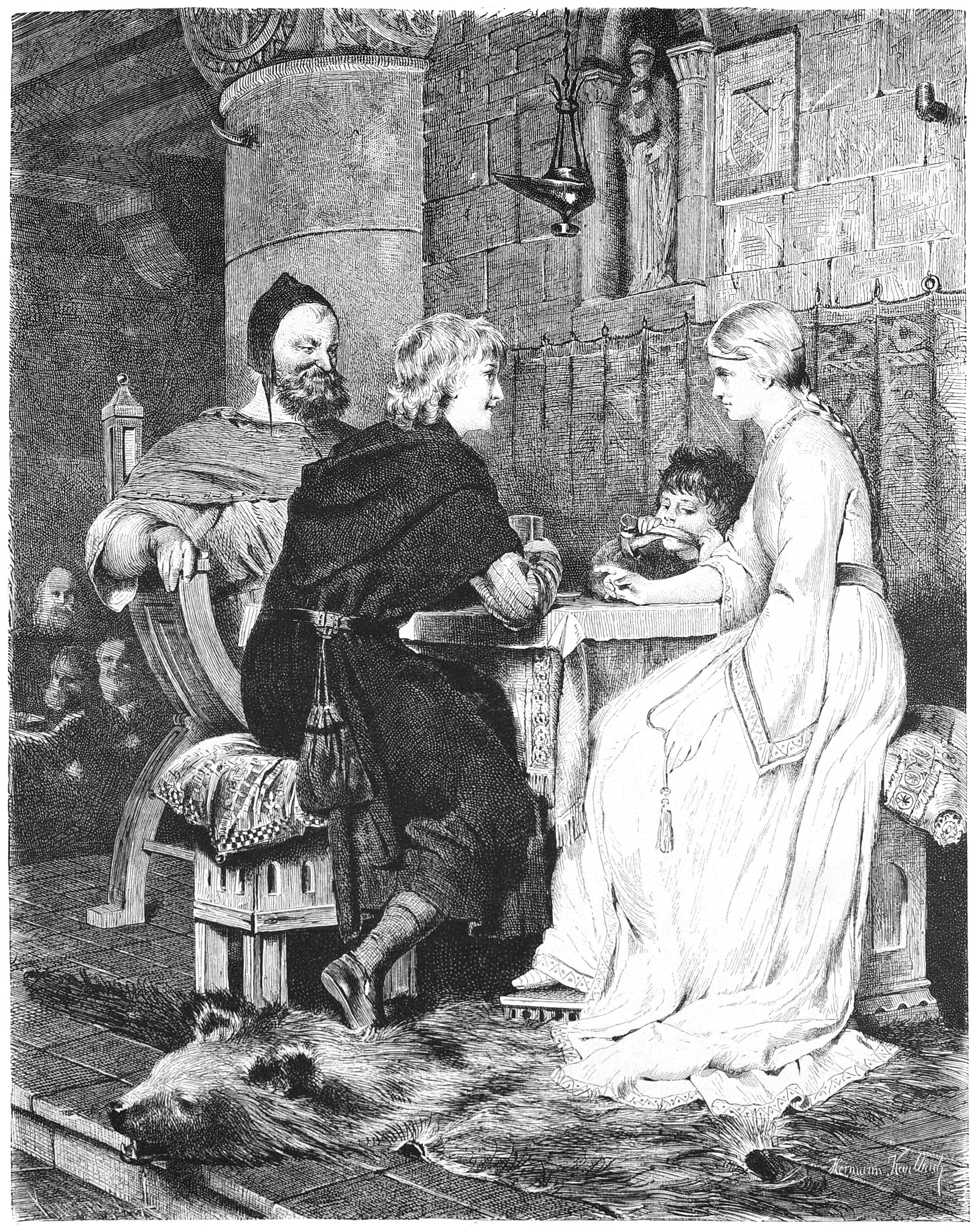
Immo und Hildegard, aus: Das Nest der Zaunkönige. Illustration von Hermann Kaulbach.

„Im Nest der Zaunkönige liegt der Hauptteil des Herrenbesitzes um die Drei Gleichen, Vorberge des Thüringer Waldes bis in die Nähe von Erfurt, in einem Landstrich, wo die Dorfnamen, welche auf ‚leben‘ endigen, vorherrschen.“ Der Hauptsitz der Familie, die nun den spöttischen Beinamen „Reguli“, „kleine Könige“ bzw. „Zaunkönige“ trägt, wird mit Ingersleben (hier „Ingramsleben“ genannt) bei Erfurt identifiziert.
Die Erzählung setzt im Jahre 1003 auf dem Höhepunkt der Konsolidierungskämpfe König Heinrichs II. in der Abtei Abtei Hersfeld („Herolfsfeld“) ein, deren Abt Bernhari und Propst Tutilo mit dem Konvent auf unterschiedlicher Seite in der Nachfolgefrage verstritten sind. Dem von seiner Familie für den Kirchendienst bestimmten Immo, dessen Vater Irmfried während des zweiten Romzugs Ottos III. in die Gefangenschaft des „treulosen Griechen“, dem als Gegenpapst eingesetzten Johannes Philagathos, geriet und nicht zurückkehrte, erfährt hier seine schulische Ausbildung als Vorbereitung seiner geistlichen Laufbahn. Der Mönch Bertram erteilt ihm Maximen für ein ritterliches Leben, die leitmotivisch das Buch durchziehen: Sich nie ohne Not in Lehnsabhängigkeit zu begeben („Birg niemals in die Hand eines Herrn, was du allein behaupten kannst“), nicht mit der Mitteilung einer schlechten Botschaft zu warten („Üble Botschaft auf der langen Bank, macht dem Boten und dem Wirt das Herz krank“), nie einem unter Zwang geleisteten Eid zu trauen („Mißachte den Eid, der in Todesnot geschworen wird“) und sich bis zuletzt für einen Kampfgenossen einzusetzen („Deines Rosses letzter Sprung, deines Atems letzter Hauch sei für den Helfer, der um deinetwillen das Schwert hob“).
Bei einem Übergriff des hessischen Grafen Gerhard auf das Kloster lernt Immo in dessen Burg die Tochter Hildegard kennen und lieben. Ein Auftrag des Abtes Bernhari schickt ihn in das Feldlager König Heinrichs, in dessen Auseinandersetzung mit Hezilo, dem Markgrafen Heinrich von Schweinfurt, in der Schweinfurter Fehde er teilnimmt. Während Graf Gerhard nach Verlust des kaiserlichen Schatzes aus Opportunismus die Seiten wechselt, bewährt sich Immo bei der Belagerung der Burg Sulzbach, wo er seine Geliebte Hildegard befreit. In Bamberg, dem Stammsitz der besiegten Babenberger, gelingt es Immo, sich für den Grafen Gerhard einzusetzen und das über ihn verhängte Urteil abzuwenden. Immo, der in Ungnade gefallen ist, verdingt sich daraufhin dem sächsischen Herzog Bernhard I. im Kampf gegen die Wikinger, aus dem er schließlich beutereich zurückkehrt. In Erfurt unternimmt Immo, die für den Eintritt in ein Kloster bestimmte Hildegard zu entführen und auf die im Besitz der Familie befindliche Mühlburg in Sicherheit zu bringen. Auf Veranlassung von Erzbischof Willigis kommt es zum königlichen Gericht und zur Verbannung Immos auf Jahr und Tag, während welcher Zeit er Heinrich II. auf seinem Italienzug 1004 begleiten solle, um danach wieder in den Besitz seiner Burg eingesetzt zu werden.

### Die Brüder vom deutschen Hause
Die Erzählung Die Brüder vom deutschen Hause beginnt im Jahre 1226 unter dem thüringischen Landgrafen Ludwig IV., „dem Heiligen“, und seiner, hier „Frau Else“ genannten, Gemahlin, der Hl. Elisabeth, an deren Hof sich auch die Hl. Hedwig aufhält. Das Erbschenkenamt am Landgrafenhof auf der Wartburg, der sich allmählich zum Herrschaftszentrum Thüringens entwickelt, hat Walter Schenk von Vargula inne. Hauptperson der Erzählung ist der mit seinem Dienstmann Henner Marschalk (hier in seiner ursprünglichen Bedeutung als Stallmeister) auf dem Rittergut Ingersleben wohnende Ivo. Während dieser sich der Hohen Minne, dem Turnier und dem Minnesang verschrieben hat, bestreitet sein Oheim, Graf Meginhard, auf der Mühlburg seinen Lebensunterhalt als Raubritter, womit zugleich Ideal und Wirklichkeit des Feudalismus gegenübergestellt werden.
Auf einem „Mairitt“ zum Turnier nach Erfurt, der ihm zugleich ritterliche Ehre und wirtschaftlichen Schaden einbringt, begegnet Ivo erstmals den Rittern des Deutschen Ordens, deren christliche Aufopferungsbereitschaft ihn beeindruckt. Die nachfolgenden, von Missernten und Epidemien bestimmten Krisenjahre bewirken bei ihm einen Läuterungsprozess. Von Hermann von Salza lässt er sich 1227 zum Kreuzzug Friedrichs II. nach Jerusalem anwerben, dessen Beginn vom Tod Landgraf Ludwigs bei der Einschiffung des Heeres in Otranto überschattet wird. In der Hafenstadt Akkon, dem Sitz des Deutschen Ordens, erlernt Ivo beim 1228/29 erfolgten Bau der Ordensfeste Starkenburg die Kunst der Stadtplanung nach regelmäßigen Prinzipien. Zugleich wird er persönlicher Vertrauter Kaiser Friedrichs II., in dessen Auftrag er eine diplomatische Mission ausführt und dabei durch Verrat des Templerordens in die Gefangenschaft der ismailitischen Assassinen gerät.
Parallel dazu wird die Geschichte von Friderun aus Friemar bei Gotha erzählt, einer Nachfahrin jener Frieda, die in Ingo und Ingraban den Vorfahren Ivos aus der brennenden Halle gerettet hatte und deren Bruder Berthold sich nun als Ritter dem Grafen Meginhard auf der Mühlburg angeschlossen hat und Anspruch auf das scheinbar erledigte Gut Ingersleben erhebt. Auf ein Lebenszeichen Ivos hin begibt sich Friderun auf eine Pilgerreise an den Hof des Kaisers in Otranto, wo gleichzeitig der von seinen Dienstmannen Henner und Lutz befreite Ivo eintrifft. Bei seiner Rückkunft findet dieser seinen Hof durch Graf Meginhard besetzt und seinen Landbesitz veruntreut. Die inzwischen verwitwete Hedwig, der zuvor der Minnedienst Ivos gegolten hatte, trifft nun auf dessen Ablehnung. Stattdessen befreit Ivo Friderun, die bei der Verfolgung der protoreformatorischen Katharer unter Konrad von Marburg gefangen genommen wurde. Während sie beide im Hof Ingersleben belagert sind, verschreiben sie sich dem Schutz des Deutschen Ordens. Mit dem Landmeister Hermann von Balk nehmen sie 1231 im Rahmen der Ostkolonisation im Kulmerland an der Gründung der Stadt Thorn teil.
Der unmittelbare zeithistorische Bezug der in der 1875 publizierten Erzählung thematisierten Auseinandersetzung Kaiser Friedrichs II. mit Papst Gregor IX. ist der gleichzeitige preußische Kulturkampf zwischen Wilhelm I. bzw. Otto von Bismarck und Pius IX.

### Marcus König

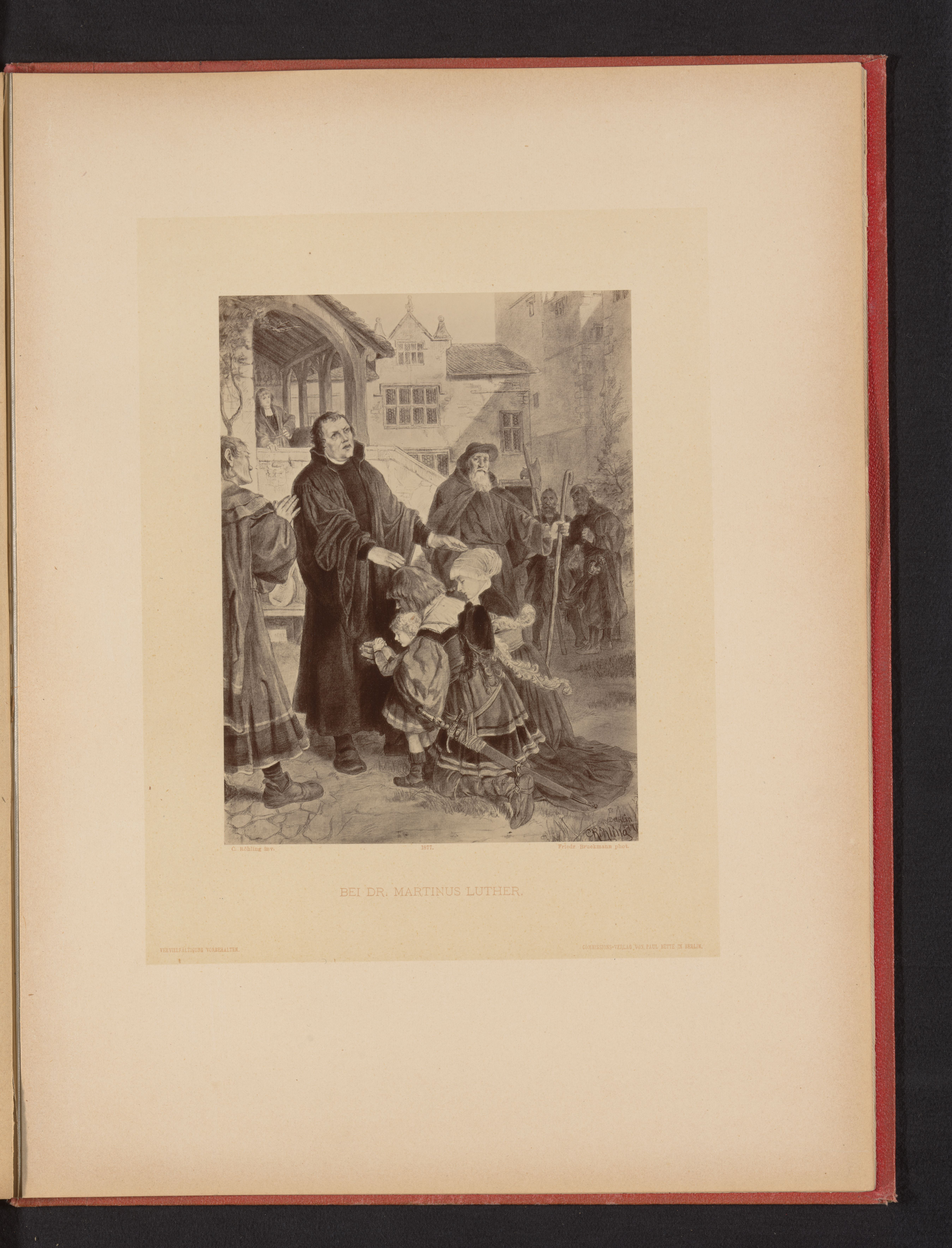
Begegnung von Marcus König und Martin Luther auf der Veste Coburg. Illustration von Carl Röhling (1877)

Die Erzählung Marcus König setzt 1519 in Thorn ein, wo der Titelheld als angesehener Patrizier und Mitglied des Artushofs etabliert ist. Nachdem sein Vorfahre Ludolf König als Hochmeister im Kampf gegen Litauen gedient hatte und sein Vater, als sich die Stadt um 1454 aus der Herrschaft des Deutschen Ordens gelöst und dem polnischen König Kasimir IV. unterstellt hatte, wegen seines Widerstands gegen die polnische Herrschaft hingerichtet worden war, vertritt er selbst vehement die preußische Position. Der polnische Versuch der Integration auch des verbleibenden Ordensstaates führte zum sogenannten Reiterkrieg zwischen König Sigismund I. und dem Hochmeister Albrecht von Brandenburg-Ansbach, der mit dem Waffenstillstand von Thorn 1521 und – nach Einführung der Reformation im Ordensstaat – 1525 im Vertrag von Krakau mit der Anerkennung Albrechts als weltlichen Herzog in Preußen endete. Marcus König, der den Hochmeister mit seinem Vermögen unterstützt hatte, die Herrschaft des Deutschen Ordens über Thorn zurückzugewinnen, wendet sich enttäuscht ab und verlässt die Stadt, um sich auf eine Pilgerreise nach Santiago de Compostela und Rom zu begeben. Bei seiner Rückkehr zum Zeitpunkt des Augsburger Bekenntnisses 1530 trifft er auf der Veste Coburg mit Martin Luther zusammen, der ihn mit seinem Schicksal versöhnt. Hier verstirbt er schließlich, ohne es zu wissen, auf „der alten Heimatstätte seines Geschlechts“.
Parallel dazu verfolgt der Autor die Liebesgeschichte des jungen Georg König, in humanistischer Weise nach dem heldenmütigen römischen Konsul Regulus benannt, mit der aus Kursachsen stammenden Magistertochter Anna Fabritius, bei deren protestantisch gesinntem Vater Georg Lateinunterricht nimmt. In dem Tumult aus Anlass der von dem Vertreter des polnischen Königs, Pietrowsky, angeordneten Verbrennung protestantischer Bücher an der Johanneskirche setzt sich Georg für ihren Vater ein und wird in der Folge festgenommen, vermag aber aus dem Gefängnis zu fliehen, während die Familie des Magisters der Stadt verwiesen wird. Zusammen geraten sie bei ihrer Flucht auf der Weichsel in die Gewalt eines im Dienst des Deutschordens stehenden Landsknechtshaufens, dessen Fähnrich Georg gezwungenermaßen wird. Bei einem Gefecht mit in polnischen Diensten stehenden Landsknechten wird seine Einheit aufgerieben, wobei er selbst seine rechte Hand verliert. Nach seiner Tätigkeit im Dienste des Hochmeisters in Frankfurt kehrt er während des Bauernkriegs in Thüringen 1525 zurück. Seine nach Lagerbrauch geschlossene und daher nicht als rechtsgültig angesehene Ehe mit Anna, der ein nach dem Stadtgründer Roms, Romulus, benannter Sohn entstammt, wird schließlich durch Martin Luther sanktioniert. Mit seiner Frau lässt er sich als Kaufmann in Frankfurt am Main nieder.
Als ein Beispiel der sozialen Mobilität und der Verschiebung von Wertigkeiten wird der verarmte, im Dienst des Ordensstaates stehende Ritter Henner Ingersleben geschildert, ein Nachfahre des in der vorangegangenen Geschichte auftretenden unfreien Dienstmanns der Familie, der nun im Gegenzug behauptet, deren Vorfahren seien einst Knechte auf dem Hof seiner Familie gewesen. Der zeitgenössische Bezug äußert sich in den ethnischen und konfessionellen Problemen Preußens in der seit 1815 mit dem Königreich Preußen vereinigten und seit 1871 zum Deutschen Reich gehörenden Provinz Westpreußen.

### Die Geschwister
Die fünfte Erzählung Die Geschwister ist wieder in sich zweigeteilt und behandelt die Geschichte zweier Militärpersonen aus der Familie König. Die erste, Der Rittmeister von Alt-Rosen, beginnt 1647 gegen Ende des Dreißigjährigen Kriegs. Hauptpersonen sind Bernhard König, der Sohn eines früh verstorbenen Frankfurter Kaufmanns, der wegen eines Duells sein Jus-Studium in Straßburg abbrechen musste, um anschließend als Rittmeister in dem von Bernhard von Sachsen-Weimar aufgestellten Regiment des General Rosen zu dienen, und seine im Tross mitgeführte Schwester Regine. Statt sich an die kriegsführenden Parteien Frankreich und Schweden verhandeln zu lassen, beschließt das Regiment – nach Ausschaltung des bisherigen Offizierskorps – sich dem Herzog Ernst I. von Sachsen-Gotha-Altenburg zu verpflichten, der jedoch das Angebot ausschlägt, worauf sich das Regiment dem in schwedischen Diensten stehenden Grafen Königsmarck unterstellt. In einem Dorf am thüringischen Rennsteig wird das Geschwisterpaar von Judith Möring, der Tochter eines Bischofs der Böhmischen Brüder und einer Angehörigen der Hussitischen Bewegung, die nach Einführung der Gegenreformation in Böhmen nach Schlesien geflüchtet waren, vor einem Angriff marodierender Söldner in Sicherheit gebracht. Während Regine wegen vermeintlicher prophetischer Fähigkeiten an den Gothaer Herzogshof versetzt wird, wird Judith der Hexerei verdächtigt und findet sich der Hexenverfolgung ausgesetzt, wird aber von Bernhard in einem nächtlichen Überfall befreit. Beide verleben das letzte Kriegsjahr friedlich in einem Patrizierschloss bei Nürnberg, wo ihr Sohn Bernhard Georg geboren wird. Zuletzt nehmen sie an der schwedischen Belagerung von Prag (1648) teil, um, nach Unterzeichnung des Westfälischen Friedens, von hier auf das ererbte Gut Judiths in Schlesien zu ziehen, wo sie aber beim Einzug von einem Rivalen erschossen werden. Das gerettete, gleichfalls auf den Namen Bernhard getaufte Kind wird von Bernhards Schwester Regine, die mit einem Pfarrer in der Nähe Gothas verheiratet ist, aufgezogen, um später selbst als evangelischer Pfarrer tätig zu sein.
In der Erzählung Der Freikorporal bei Markgraf-Albrecht, die mit dem Jahr 1721 einsetzt und zu der der Aufstieg von Brandenburg-Preußen zur europäischen Militärmacht sowie deren Auseinandersetzung mit der kursächsisch-polnischen Personalunion den geschichtlichen Hintergrund bildet, ist es der Enkel Bernhard Georg König, der seine militärische Dienstzeit als Feldprediger unter Feldmarschall Lottum im Heere des englischen Königs Wilhelm von Oranien im Niederländisch-Französischen Krieg (1672–1678) verbracht und an der Belagerung von Namur (1695) im brandenburgischen Kontingent unter General Friedrich von Heiden teilgenommen hat. Verheiratet mit einer vermögenden Leipziger Kaufmannstochter, ist er statt mit der Seelsorge mit der Verwaltung eines Guts in der Lausitz betraut. Ihre beiden Söhne Georg Friedrich und Bernhard August werden, ihren unterschiedlichen Charakteren entsprechend, für die geistliche Laufbahn bzw. den Militärdienst vorgesehen. Während Friedrich an der Universität Leipzig studiert, tritt August dem preußischen Infanterieregiment Markgraf Albrecht bei, wo er zum Freikorporal ernannt wird. Anlässlich eines Heimaturlaubs muss er feststellen, dass das elterliche Gut abgebrannt und sein Vater verstorben ist, so dass er um Entlassung aus dem Dienst ansucht, was abgelehnt wird. Als bei einer Rekrutenaushebung sein Untergebener desertiert, muss er selbst die Strenge der preußischen Disziplin erfahren: Er wird arretiert und verbringt bis zu seiner Begnadigung einige Wochen in Haft.
In der Zwischenzeit hält sich Dorothea von Borsdorf, in die beide Brüder gleichermaßen verliebt sind, bei Verwandten in Thorn auf, wo sie 1724 Zeuge des Thorner Blutgerichts und der ethnischen Konflikte zwischen Deutschen und Polen wird. Friedrich, der sie aus Thorn heimholen soll, wird durch einen Werber des Fürsten Leopold von Anhalt-Dessau zum preußischen Militärdienst gepresst, von Friedrich Wilhelm I. von Preußen aber entlassen mit der Verpflichtung, als Ersatzmann für seinen Bruder August bereitzustehen, der inzwischen aus dem preußischen Dienst beurlaubt ist. Als dieser jedoch, ohne ein offizielles Entlassungsschreiben erhalten zu haben, während wegen der zwischen dem preußischen König und August dem Starken auftretenden Spannungen als Leutnant in kursächsische Dienste wechselt, kommt es zum erwarteten Eklat, worauf sich sein Bruder Friedrich als Ersatzmann dem König zur Verfügung stellt. Die Intervention Dorotheas, die sich für Friedrich entschieden hat, bringt dessen Ernennung zum Feldprediger im Regiment Markgraf Albrecht. Der Bruder Albrecht fällt 1744 als sächsischer Hauptmann in der Schlacht von Kesselsdorf, während Friedrich und Dorothea zu dieser Zeit in einem märkischen Pfarrhaus leben. Ihr ältester Sohn, verheiratet mit einer „von Sahl“ aus dem Dorf Friemar, wurde später Pfarrer in Franken, um nach seinem Ausscheiden aus dem Dienst in Coburg zu leben.

### Aus einer kleinen Stadt
„In der letzten Erzählung Aus einer kleinen Stadt sind“, so das Selbstzeugnis Freytags, „Eindrücke, welche dem Schlesier in seiner Jugendzeit kamen, sorglos und reichlich benutzt. Man kann in dem einsamen Pfarrhofe mit seiner alten Holzkirche, welche neben einem heidnischen Ringwall steht, das Dorf Wüstebriese bei Ohlau wiederfinden, in welchem der Vater meiner Mutter Pastor war.“ Der Ort der Handlung wird beschrieben als „… eine ansehnliche Kreisstadt im Flachland der schlesischen Oder, in der Mitte ein weiter Marktplatz, der Ring, darauf das Rathaus. Von den Ecken des Marktes liefen vier Hauptstraßen zu den beiden Toren. … Das Ganze war von einer Mauer umgeben, über welcher noch die Tortürme ragten; alles hübsch regelmäßig, wie von klugen Riesenknaben aus einem Baukasten aufgesetzt.“ Die Erzählung setzt im Jahre 1805 ein und umspannt die Zeit der Eroberungszüge Napoleons und der anschließenden Befreiungskriege von 1813–1815, deren unmittelbarer zeitgeschichtlicher Bezug in dem mit der Niederlage von Napoleon III. endenden Deutsch-Französischen Krieg von 1870/71 besteht.
Hauptperson der Erzählung ist der Arzt Ernst König, ein Enkel des Militärgeistlichen und Pfarrers Friedrich König und der Sohn eines preußischen Kriegsrats. In einem benachbarten Pfarrdorf, das seit dem Dreißigjährigen Krieg wüst liegt und mit dem in der vorausgegangenen Erzählung genannten Pfarrdorf Judiths identisch ist, lernt er den Pfarrer und dessen Tochter Henriette kennen, und auch der dem Dorf benachbarte „Ringwall der Vandalen“ verweist auf den sagenhaften Ursprung der Familie, auf den der Held der Erzählung hier unbewusst stößt. In die Idylle fallen die preußische Mobilmachung und die Schlacht von Jena 1806, in deren Folge der Ort von dem französischen Offizier Dessalle besetzt wird, der sich zu ihrem Schutz, aber ohne ihr Einverständnis, mit Henriette verlobt. Ernst König schließt sich als Militärarzt in der Grafschaft Glatz dem schlesischen Widerstand unter dem Generalgouverneur der Provinz Schlesien, Graf Friedrich Wilhelm von Götzen, an, dem es gelingt, Stadt und Festung Glatz bis zur Schlacht bei Friedland und zum Frieden von Tilsit 1807 zu halten und damit für Preußen zu retten. Zurückgekehrt trifft er im Schloss des Kammerherrn von Bellerwitz mit Henriette zusammen. Von ihr vor seiner bevorstehenden Verhaftung gewarnt, flieht er über die Grenze nach Böhmen, wo er sich der Schwarzen Schar Friedrich Wilhelms von Braunschweig anschließt, um dann nach dem Znaimer Waffenstillstand von 1809 über Sachsen nach Schlesien zurückzukehren. Der Russlandfeldzug Napoleons 1812 tangiert die Region, wobei dem fliehenden Kaiser in sarkastischer Weise das Buch Dr. Katzenbergers Badereise von Jean Paul überreicht wird. In seinem Gefolge findet sich auch, verwundet, der inzwischen zum Oberst avancierte Dessalle, der von Ernst König betreut wird und sich nach Genesung in das Pfarrhaus transferieren lässt. Dem von König Friedrich Wilhelm III. 1813 in Breslau erlassenen Aufruf An mein Volk zur Bildung einer Landwehr folgt auch König, der an dem Feldzug bis zur Völkerschlacht bei Leipzig teilnimmt. Es kommt zu einem Zusammenstoß zwischen König und Dessalle, welcher letztlich auf Henriette verzichtet. Dessalle fällt 1815 in der Schlacht bei Belle-Alliance.
Der unmittelbare zeitgeschichtliche Bezug zu den Befreiungskriegen von 1813–1815 besteht im Deutsch-Französischen Krieg von 1870/71, der in der Niederlage von Napoleon III. endete.

### Schluss der Ahnen
Ein gesondertes Kapitel stellt der Schluss der Ahnen dar. „Hauptsache bei der kleinen Handlung des Schlusses war für mich, die poetische Idee, welche die einzelnen Geschichten verbindet, noch einmal vorzuführen und auf derselben Stätte, auf welcher sich die Katastrophe der ersten Geschichte vollzog, das Ganze zu schließen.“ Diesmal sind es Viktor König und seine Schwester Katharina, die im Mittelpunkt der Geschichte stehen. Während seines Studiums an der Universität Halle gerät Viktor, der einer der aus den Befreiungskriegen hervorgegangenen Burschenschaften, den „Vandalen“, angehört, in Konflikt mit dem Senior der „Thüringen“, Richard Henner von Ingersleben, dem Neffen eines zuvor genannten pensionierten Majors Henner, der das frühere Familienwappen der Königs („Schild Blau und Silber geteilt, darin schwarze Vögel“) führt. Der Konflikt wird durch ein Duell ausgetragen, was die Relegation beider Kontrahenten zur Folge hat. Freytag, der selbst Mitglied der Studentenverbindung Borussia Breslau war, verarbeitet in diesem Abschnitt deutlich genug autobiographische Züge. Viktor König beschließt sein Studium an der Friedrich-Wilhelms-Universität zu Berlin mit einer kunstwissenschaftlichen Dissertation über „Die Katharsis bei Aristoteles“, um als ein inzwischen anerkannter Kunstschriftsteller die begründete Aussicht auf eine Professur zu haben. Bei einem Heimatbesuch wird ihm die Verlobung seiner Schwester Katharina mit Henner mitgeteilt. Die Verehrung für eine Schauspielerin, der er als Kind bei eine wandernden Schauspielertruppe begegnet war, führt wieder zu einer Duellforderung, anschließend aber zu einer Läuterung und Besinnung auf seine gesellschaftliche Verantwortung als Schriftsteller. Während der Märzrevolution 1848 in Berlin, in die er gegen seinen Willen hineingezogen wird, die er aber als von polnischen Revolutionären gelenkt ablehnt, kommt es zur Versöhnung zwischen Henner, der inzwischen als Journalist arbeitet, und dem im Barrikadenkampf verwundeten Viktor. Nach Einführung der Pressefreiheit beschließen beide, nachdem auch Viktor seine akademische Karriere aufgegeben hat, die Gründung einer eigenen Zeitschrift. Durch seine Verheiratung mit Valerie, der Tochter des in der vorausgegangenen Erzählung genannten Kammerherrn von Bellerwitz, beweist er zugleich das Ende einer Klassentrennung, die als Thema das Buch durchzogen hat. Ein letzter Abschnitt, schon zur Zeit des Dänischen Krieges von 1864, und somit unmittelbar vor der Reichsgründung von 1871, führt im Archiv der Feste Coburg – dort hatte die erste Erzählung Ingo ihr dramatisches Ende gefunden – zur Entdeckung der Lutherbibel mit der Dedikation an Marcus König und der Revelation, dass es sich bei dem französischen Oberst Dessalle – in Wirklichkeit ein August König, der den Mutternamen „von Sahl“ angenommen und französisiert hatte – um ein Familienmitglied der Königs handelt, um damit zugleich den Bogen von anderthalb Jahrtausenden zum Ausgangspunkt zurückzuspannen. „Vielleicht“, so die Quintessenz Freytags, „wirken die Taten und Leiden der Vorfahren noch in ganz anderer Weise auf unsere Gedanken und Werke ein, als wir Lebenden begreifen.“

## Wirkung
„Während sich die Literaturkritik weitgehend von dieser ‚Kulturgeschichte in Romanform‘ distanzierte (so bezeichnete Fontane „Die Ahnen“ als ein „Dekadenzprodukt zur Zeit des Wilhelminismus“), war die Resonanz bei den Lesern enorm“.  „Der beachtliche Erfolg der Ahnen (bis 1900 gab es 27 Auflagen mit etwa 70 000 Exemplaren), hängt“, so Dietmar Goltschnigg, „mit der darin vollzogenen Synthese einer liberalen Geschichtsauffassung und der damals populären biologischen Evolutionstheorie Darwins zusammen.“ Demgegenüber ist die (selbst)kritische Einschätzung in der in Freytags Eigenverlag erschienenen Literaturgeschichte von Eduard Engel überraschend, wonach die Romanfolge „Trotz manchen Schönheiten im einzelnen … nur einen Achtungserfolg errungen“ habe und „nicht mehr zum lebendigen Literaturbesitz“ gehöre, „wenn sie je dazu gehört hat“, indem „eine volle Belebung der Vergangenheit wie in Scheffels Ekkehard Freytag nicht gelungen“ sei.

## Werke, basierend auf Freytags RomanzyklusDie Ahnen
Der erste Teil der Ahnen, Ingo, der unter allen Erzählungen die größte dramatische Dichte aufweist und in vielem an Richard Wagners Ring des Nibelungen erinnert, erfuhr nach dem Tode Freytags mehrere Bühnenbearbeitungen als Oper oder Schauspiel:
- Ingo. Große Oper in 4 Akten. Text nach dem gleichnamigen Roman von Gustav Freytag. Musik von Philipp Bartholomé Rüfer (op. 35). Clavierauszug von Max Reger. Musikdruck. Thelen, Berlin 1895.
- Ingo. Oper in zwei Teilen (4 Aufzügen) nach Gustav Freytags Roman. Bearbeitet und in Musik gesetzt von Bernhard Scholz. Vollständiger Text der Oper. Selbstverlag. Deutsche Genossenschaft dramatischer Autoren und Komponisten, Leipzig (ca. 1898).
- Ingo. Dramatisches Sittenbild aus deutscher Vergangenheit. Nach Gustav Freytags gleichnamigen Roman bearbeitet von Max Ringer. Verlagsanstalt neuer Literatur und Kunst. Wien – Leipzig 1904.